# Història de la televisió
La història de la televisió, visió a distància, es pot rastrejar fins Galileo Galilei i el seu telescopi. No obstant això, no és fins a 1884, amb la invenció del Disc de Nipkow de Paul Nipkow quan es fes un avanç rellevant per a crear un mitjà. El canvi que portaria la televisió tal com avui la coneixem va ser la invenció de l'iconoscopi de Vladímir Zvorikin. Això donaria pas a la televisió completament electrònica, que disposava d'una taxa de refresc molt millor, més definició d'imatge i il·luminació pròpia.
Les primeres emissions públiques de televisió les va efectuar la BBC a Anglaterra a 1927 i la CBS i NBC als Estats Units a 1930. En ambdós casos es van utilitzar sistemes mecànics i els programes no s'emetien amb un horari regular.
Les emissions amb programació es van iniciar a Anglaterra a 1936, i en els Estats Units el dia 30 d'abril de 1939, coincidint amb la inauguració de l'Exposició Universal de Nova York. Les emissions programades es van interrompre durant la Segona Guerra Mundial, i es reprengueren quan va acabar.

## Primers desenvolupaments

### Telefotografia
Els primers intents de transmetre imatges a distància es realitzen mitjançant l'electricitat i sistemes mecànics. L'electricitat exercia com a mitjà d'unió entre els punts i servia per a la captació i recepció de la imatge, els mitjans mecànics efectuaven les tasques de moviments per a realitzar els escombrats i descomposició seqüencial de la imatge a transmetre. Per 1884 van aparèixer els primers sistemes de transmissió, mapes escrits i fotografies anomenats telefotos. En aquests primers aparells s'utilitzava la diferència de resistència per a la captació.
El desenvolupament de les cèl·lules fotosensibles de seleni, en què el seu resistivitat varia segons la quantitat de llum que incideixi en elles, el sistema es va perfeccionar fins al punt que a 1927 es va establir un servei regular de transmissió de telefotografia entre Londres i Nova York. Les ones de ràdio aviat substituir els cables de coure, encara que mai van arribar a eliminar del tot, sobretot en els serveis punt a punt.
El desenvolupament de la telefotografia va arribar al seu cim amb els teleinscriptores, i el seu sistema de transmissió. Aquests aparells permetien rebre el diari a casa del client, mitjançant la impressió del mateix que es feia des d'una emissora especialitzada.
Fins a la dècada de 1980 es van venir utilitzant sistemes de telefoto per a la transmissió de fotografies destinats als mitjans de comunicació.

### El moviment a la imatge

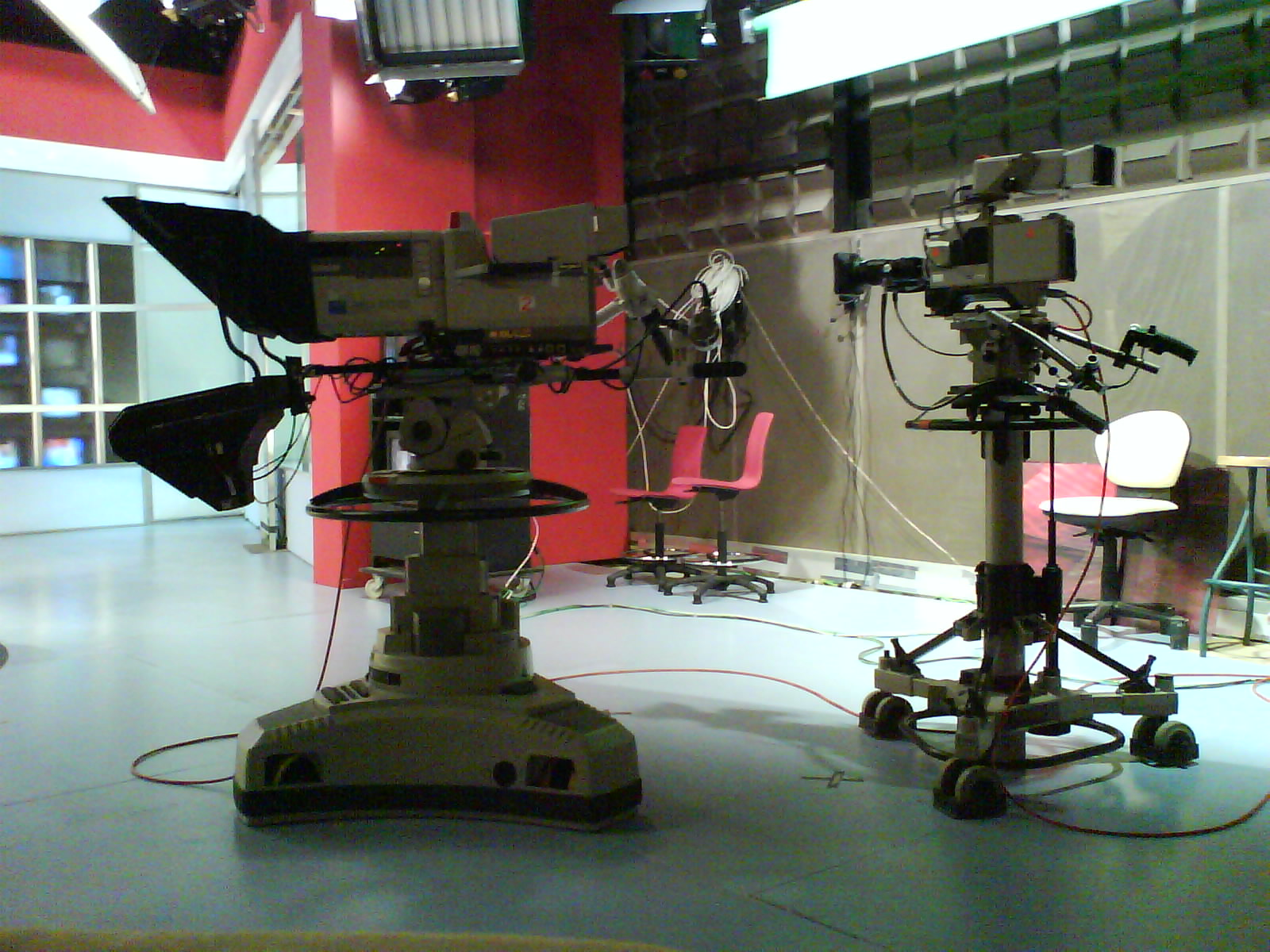
Càmeres en un plató de TV.

La imatge en moviment és el que caracteritza a la televisió. Els primers desenvolupaments els van realitzar els francesos Georges Rignoux i A. Fournier el 1909. Aquests van desenvolupar una matriu de cèl·lules fotosensibles que connectaven, al principi una a una, amb una altra matriu de llànties. A cada cèl·lula de l'emissor li corresponia una llàntia en el receptor.
Aviat es van substituir els nombrosos cables per un únic parell. Per a això es va utilitzar un sistema de commutació que anava posant cada cèl·lula a cada instant en contacte amb cada làmpada. El problema va ser la sincronització dels dos commutadors, així com la velocitat a la qual havien de girar per aconseguir una imatge completa que fos percebuda per l'ull com a tal.
La necessitat d'enviar la informació de la imatge en sèrie, és a dir utilitzant només una via com en el cas de la matriu fotosensible, es va acceptar ràpidament. De seguida es van desenvolupar sistemes d'exploració, també anomenats de desintegració, de la imatge. Es van desenvolupar sistemes mecànics i elèctrics.

### TV mecànica, el disc de Nipkow i la roda fònica
En 1884 Paul Nipkow dissenya i patenta l'anomenat disc de Nipkow, un projecte de televisió que no podria dur a la pràctica. En 1910, el disc de Nipkow va ser utilitzat en el desenvolupament dels sistemes de televisió dels inicis del segle XX i en 1925, el 25 de març, l'inventor escocès John Logie Baird efectua la primera experiència real utilitzant dos discs, un a l'emissor i un altre al receptor, que estaven units al mateix eix perquè el seu gir fóra síncron i separats 2 m. Es va transmetre un cap d'un maniquí amb una definició de 28 línies i una freqüència de quadre de 14 quadres per segon.
Baird va oferir la primera demostració pública del funcionament d'un sistema de televisió als membres de la Royal Institution, i un periodista l'26 de gener de 1926 en el seu laboratori de Londres. El 1927, Baird va transmetre un senyal a 438 milles a través d'una línia de telèfon entre Londres i Glasgow.
Aquest disc permet la realització d'un escombrat seqüencial de la imatge mitjançant una sèrie d'orificis realitzats en el mateix. Cada orifici, que en teoria hauria de tenir una mida infinitesimal i en la pràctica era d'1 mm, escombrava una línia de la imatge i com aquests, els forats, estaven lleugerament desplaçats, acabaven realitzant l'escombrat total d'aquesta. El nombre de línies que es van adoptar va ser de 30 però això no va donar els resultats desitjats, la qualitat de la imatge no resultava satisfactòria.
En 1928 Baird funda la companyia Baird TV Development Co per explotar comercialment la TV.
Aquesta empresa va aconseguir el primer senyal de televisió transatlàntica entre Londres i Nova York.
Aquest mateix any Paul Nipkow veu a l'Exposició de ràdio de Berlín un sistema de televisió funcionant perfectament basat en el seu invent amb el seu nom al peu d'aquest. El 1929 es comencen les emissions regulars a Londres i Berlín basades en el sistema Nipkow Baird, que emetia en banda mitjana de ràdio.
Es van desenvolupar altres exploradors mecànics com el que va fer la casa Telefunken, que va donar bons resultats, però que era molt complex i constava d'un cilindre amb forats que tenien una lent cada un d'ells.
La formació de la imatge en la recepció es realitzava mitjançant el mateix principi que utilitzava en la captació. Un altre disc similar, girant sincrònicament, era utilitzat per mirar a través d'ell una làmpada de neó la lluminositat corresponia a la llum captada en aquest punt de la imatge. Aquest sistema, pel minúscul mida de l'àrea de formació de la imatge, no va tenir molt d'èxit, ja que únicament permetia que aquesta fos vista per una persona, tot i que es va intentar fer més gran la imatge mitjançant la utilització de lents. Es van desenvolupar sistemes basats en cinta en lloc de discos i també es va desenvolupar, que va ser el que va aconseguir resoldre el problema de la mida de la imatge, un sistema de miralls muntats en un tambor que realitzaven la presentació en una pantalla. Per això el tambor tenia els miralls lleugerament inclinats, col·locats helicoidalment. Aquest tambor és conegut com la roda de Weill. Per al desenvolupament pràctic d'aquests televisors va ser necessària la substitució de la làmpada de neó, que no donava la lluminositat suficient, d'altres maneres, i entre ells es va utilitzar el de posar un llum de descàrrega de gas i fer passar la llum de la mateixa per una cèl·lula de Kerr que regulava el flux lluminós amb relació a la tensió que se li aplicava en els seus borns. El desenvolupament complet del sistema es va obtenir amb la utilització de la roda fònica per a realitzar el sincronisme entre l'emissor i el receptor.
L'exploració de la imatge, que s'havia desenvolupat de forma progressiva per les experiències de Senlecq i Nipkow es qüestiona per l'exposició del principi de l'exploració entrellaçada desenvolupat per Belin i Toló. L'exploració entrellaçada resolia el problema de la persistència de la imatge, les primeres línies traçades es perdien quan encara no s'havien traçat les últimes produint el conegut com a efecte onada. A l'exploració entrellaçada s'exploren primer les línies senars i després les parells i es realitza el mateix en la presentació de la imatge. Brillounin perfecciona el disc de Nipkow perquè realitzi l'exploració entrellaçada col·locant unes lents en els forats augmentant així la brillantor captat.
En 1932 es realitzen les primeres emissions a París. Aquestes emissions tenen una definició de 60 línies però tres anys després s'estaria emetent amb 180. La precarietat de les cèl·lules emprades per a la captació feia que s'hagués d'il·luminar molt intensament les escenes produint moltíssima calor que impedia el desenvolupament del treball en els platós.

#### La roda fònica
La roda fònica va ser el sistema de sincronització mecànic que millors resultats va donar. Consistia en una roda de ferro que tenia tants dents com forats hi havia al tambor o disc. La roda i el disc estaven units pel mateix eix. La roda estava enmig de dos bobines que eren recorregudes pel senyal que arribava de l'emissor. Al centre emissor es donava, al començament de cada forat, principi de cada línia, un pols molt més intens i ampli que les variacions habituals de les cèl·lules captadores, que quan era rebut en el receptor de televisió en passar per les bobines fa que la roda faci un pas posicionant el forat que correspon.

### Televisió electrònica
En 1937 van començar les transmissions regulars de TV electrònica a França i al Regne Unit. Això va portar a un ràpid desenvolupament de la indústria televisiva i un ràpid augment de teleespectadors, encara que els televisors eren de pantalla petita i molt cars. Aquestes emissions van ser possibles per al desenvolupament dels següents elements en cada extrem de la cadena.
El setembre del 1927, el tub d'imatge de la càmera de dissecció de Farnsworth va transmetre la seva primera imatge, una línia recta simple, al seu laboratori. El 1928, Farnsworth havia desenvolupat el sistema per celebrar una manifestació per a la premsa. Això és àmpliament considerada com la primera manifestació de televisió electrònica. El 1929, el sistema va ser millorat per l'eliminació d'un generador de motor, de manera que el seu sistema de televisió ara no tenia parts mecàniques. Aquest any, Farnsworth va transmetre les primeres imatges humanes en viu amb el seu sistema, incloent tres i una imatge de mitja polzada de la seva esposa Elma ("Pem") amb els ulls tancats (possiblement a causa de la il·luminació brillant).
El 1933 la RCA va introduir un tub de càmera millorat que es va basar en el principi d'emmagatzematge de càrrega de Tihanyi. Anomenat Iconoscope per Zworykin, el nou tub tenia una sensibilitat a la llum d'uns 75.000 lux i, per tant, s'afirma que és molt més sensible que la imatge de dissecció de Farnsworth. No obstant això, Farnsworth havia superat els seus problemes d'energia amb el seu dissector imatge a través de la invenció completament únic "multipactor" dispositiu que va començar a treballar el 1930, i va demostrar el 1931. Aquest petit tub podria amplificar un senyal dels informes, a la potència 60a o millor i va mostrar una gran promesa en tots els camps de l'electrònica. Un problema amb el multipactor, per desgràcia, era que es duia a terme a una taxa satisfactòria.
Els investigadors de Bell Telephone Laboratories, filial d'AT&T van patentar el cable coaxial el 1929 com a dispositiu de millora telefònica. La seva gran capacitat (transmetre 240 trucades telefòniques simultàniament) també el va fer ideal per a la transmissió de televisió de llarga distància, on podia gestionar una banda de freqüència d'1 MHz. La televisió alemanya va demostrar per primera vegada aquesta aplicació l'any 1936 mitjançant la retransmissió de trucades telefòniques televisades des de Berlín a Leipzig, a 180 km de distància, per cable.
AT&T va col·locar el primer cable coaxial portador entre Nova York i Philadelphia, amb estacions automàtiques de reforç de senyal cada 10 milles (16 km), i el 1937 va experimentar amb la transmissió d'imatges en moviment televisades per la línia. La NBC va demostrar una emissió de televisió interurbana l'1 de febrer de 1940, des de la seva estació a la ciutat de Nova York a una altra a Schenectady, Nova York mitjançant antenes de relé de General Electric, i va començar a transmetre alguns programes de manera irregular a Philadelphia i Schenectady el 1941. Bell Labs va fer demostracions de l'enllaç de televisió Nova York-Filadelfia el 1940 i el 1941. AT&T va utilitzar l'enllaç coaxial per transmetre la Convenció Nacional Republicana el juny de 1940 des de Philadelphia a la ciutat de Nova York, on es va televisar a uns quants centenars de receptors per la NBC per l'estació W2XBS (que va evolucionar a WNBC) i a Schenectady, Nova York a través de W2XB (que va evolucionar a WRGB) mitjançant un relé fora de l'aire des de l'estació de Nova York. Les prioritats de la Segona Guerra Mundial van suspendre la fabricació d'equips de televisió i ràdio per a ús civil de l'1 d'abril de 1942 a l'1 d'octubre de 1945, tancant temporalment l'expansió de les xarxes de televisió. No obstant això, el 1944 un curtmetratge, Patrolling the Ether, es va emetre simultàniament per tres emissores com a experiment.

### Televisió digital
La televisió digital (DTV) és la transmissió d'àudio i vídeo pel senyal digital multiplexada processada i, en contrast amb els senyals analògics i de canal totalment separats utilitzats per la televisió analògica. La televisió digital pot suportar més d'un programa al mateix amplada de banda del canal. És un servei innovador que representa la primera evolució significativa en la tecnologia de la televisió des de la televisió en color a la dècada de 1950.
Les arrels de la televisió digital han estat lligades molt estretament a la disponibilitat dels ordinadors d'alt rendiment, baix cost. No va ser sinó fins a la dècada de 1990 quan la televisió digital es va convertir en una possibilitat real.
A mitjans de la dècada de 1980, ja que les empreses d'electrònica de consum japonesos van seguir endavant amb el desenvolupament de la tecnologia de televisió d'alta definició, i com el format analògic MUSE proposat per NHK, una empresa japonesa, va ser vist com una marca la pauta que amenaçava d'eclipsar les empreses nord-americanes d'electrònica. Fins a juny de 1990, la japonesa MUSE estàndard basat en un anàleg sistema era el favorit entre els més de 23 conceptes tècnics diferents en consideració. Una empresa americana, General Instrument, va demostrar la viabilitat d'un senyal de televisió digital. Aquest avanç va ser de tal importància que la FCC va ser persuadit a retardar la seva decisió en una norma ATV fins que un estàndard basat digitalment podria desenvolupar-se.
El 1990, quan es va fer evident que un estàndard digital era factible, la FCC va realitzar una sèrie de decisions crítiques. En primer lloc, la Comissió va declarar que la nova norma ATV ha de ser més que un senyal analògic millorada, però ser capaç de proporcionar un senyal de televisió d'alta definició real amb almenys el doble de la resolució de les imatges de televisió existents. Per garantir que els espectadors que van fer no desitja comprar un nou televisor digital podria continuar rebent les emissions de televisió convencionals, que dictava que la nova norma ATV ha de ser capaç de ser "simulcast" en diferents canals. La nova norma ATV també va permetre que la nova senyal de DTV per ser basat en els principis de disseny totalment noves. Encara incompatible amb la norma NTSC existent, el nou estàndard DTV seria capaç d'incorporar moltes millores.
La norma final adoptada per la FCC no requeria una norma única pels formats d'escaneig, relacions d'aspecte, o línies de resolució. Aquest resultat es va deure a una disputa entre la indústria de l'electrònica de consum (acompanyat per alguns organismes de radiodifusió) i la indústria de la computació (units per la indústria del cinema i alguns grups d'interès públic) sobre quin dels dos processos d'entrellaçat d'exploració o progressius superior. L'exploració entrellaçada, que s'utilitza en els televisors a tot el món, les exploracions de línies parells primer, i després, els imparells. L'exploració progressiva, és el format utilitzat en els ordinadors, escaneja línies de seqüències, de dalt a baix. La indústria dels ordinadors va argumentar que l'escaneig progressiu és superior perquè no "parpelleja" a la manera de l'exploració entrellaçada. També va argumentar que l'exploració progressiva permet connexions fàcils amb Internet, i es converteix de forma més barata als formats entrellaçats que viceversa. La indústria del cinema també va recolzar l'exploració progressiva, ja que ofereix un mitjà més eficient de convertir la programació filmada en formats digitals. Per la seva banda, la indústria de l'electrònica de consum i les emissores van argumentar que l'exploració entrellaçada va ser l'única tecnologia que podria transmetre les imatges de major qualitat, és a dir, 1080 línies per imatge i 1920 píxels per línia. William F. Schreiber, qui va ser director del Programa d'Investigació d'Advanced Television a l'Institut de Tecnologia de Massachusetts des de 1983 fins a la seva jubilació el 1990, va pensar que la promoció contínua dels equips d'entrellaçat es va originar de les empreses d'electrònica de consum que estaven tractant de recuperar el substancial les inversions que van fer en la tecnologia d'entrellaçat.
L'apagada analògica va començar a finals del 2000. Tots els governs de tot el món van fixar la data límit per a l'apagat analògic per la dècada de 2010. Inicialment, la taxa d'adopció va ser baixa. Però aviat, més i més llars estaven convertint als televisors digitals. S'espera que la transició es completi tot el món a mitjan dècada de 2010 tardanes.

#### En el receptor, el TRC
Des dels començaments dels experiments sobre els raigs catòdics fins que el tub es va desenvolupar prou per al seu ús a la televisió van ser necessaris molts avenços en aquesta recerca. Les investigacions de Wehnelt, que va afegir el seu cilindre, els perfeccionaments dels controls electroestàtics i electromagnètics del feix, amb el desenvolupament de les anomenades "lents electròniques" de Vichert i els sistemes de deflexió permetre que l'investigador Holweck desenvoluparà el primer tub de Brauman destinat a la televisió. Perquè aquest sistema treballés correctament es va haver de construir un emissor especial, aquest emissor el va realitzar Belin i estava basat en un mirall mòbil i un sistema mecànic per a l'escombrat.
Un cop resolt el problema de la presentació de la imatge a la recepció quedava per resoldre el de la captació a l'emissor. Els exploradors mecànics frenaven l'avenç de la tècnica de la TV. Era evident que el progrés havia de venir de la mà de l'electrònica, com en el cas de la recepció. El 27 de gener de 1926, John Logie Baird va fer una demostració davant la Reial Institució d'Anglaterra, el captador era mecànic, compost de tres discos i de construcció molt rudimentària.
| « | L'aparell estava muntat amb eixos de bicicletes velles, taulers de taules de cafè i lents de vidre de claraboies, tot unit amb lacre, cordes, etc., La qual cosa va fer que no impressions molt favorablement a aquells que estaven acostumats als exquisits mecanismes dels constructors d'aparells, però la importància de les proves va ser real i decisiva per al món científic d'aquells temps. | » |

La primera imatge sobre un tub de raigs catòdics es va formar el 1911 a l'Institut Tecnològic de Sant Petersburg i consistia en unes ratlles blanques sobre fons negre i van ser obtingudes per Boris Rosing en col·laboració amb Vladimir Zworykin.
Els senyals de sincronisme eren generats per potenciòmetres units als tambors de miralls que s'aplicaven a les bobines deflexoras del TRC, la intensitat de feix era proporcional a la il·luminació que rebia la cèl·lula fotoelèctrica.

#### En l'emissor, l'iconoscopi

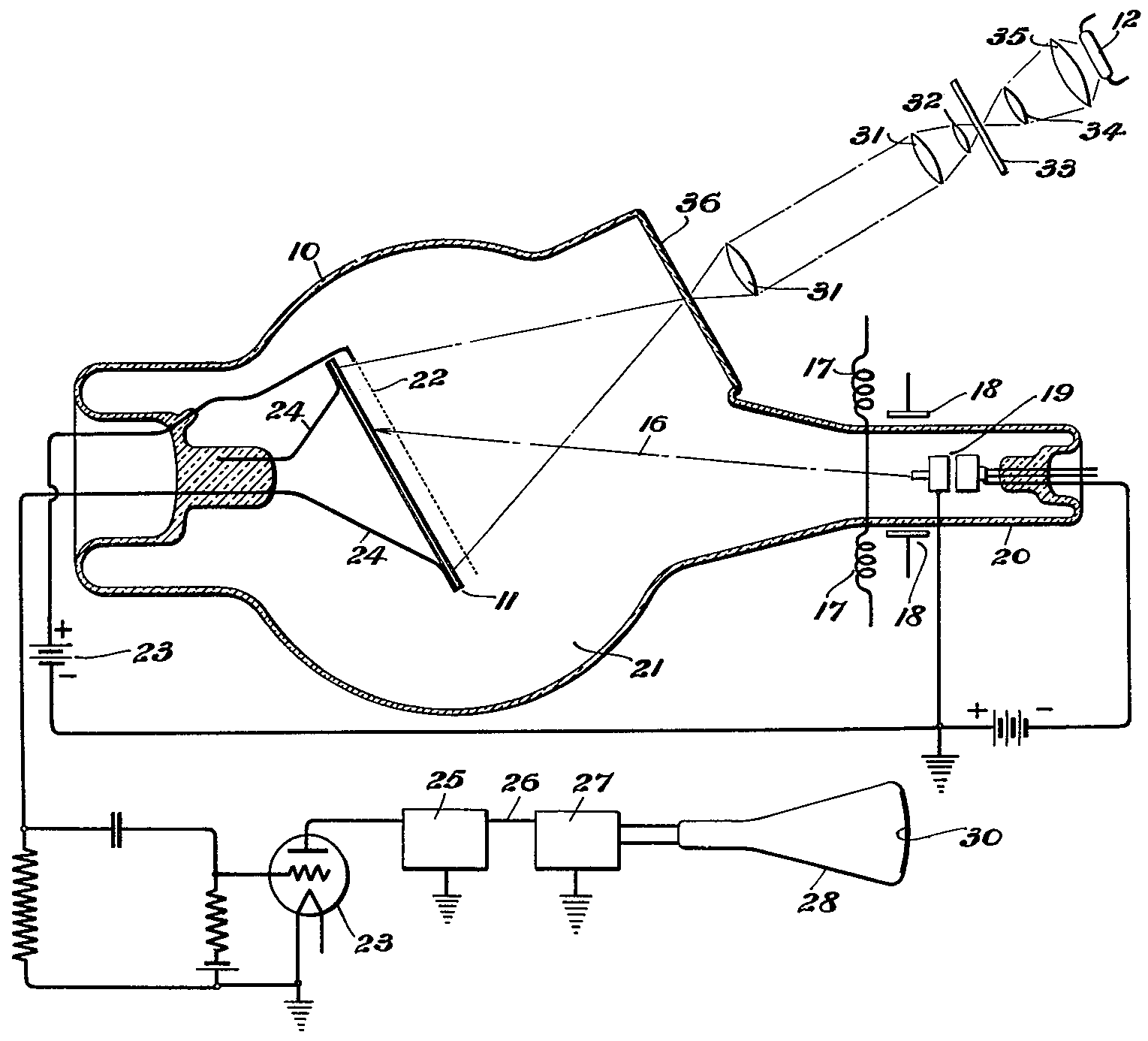
Diagrama d'una patent de Zworykin, el 1931. És un microscopi construït similars al iconoscopi.

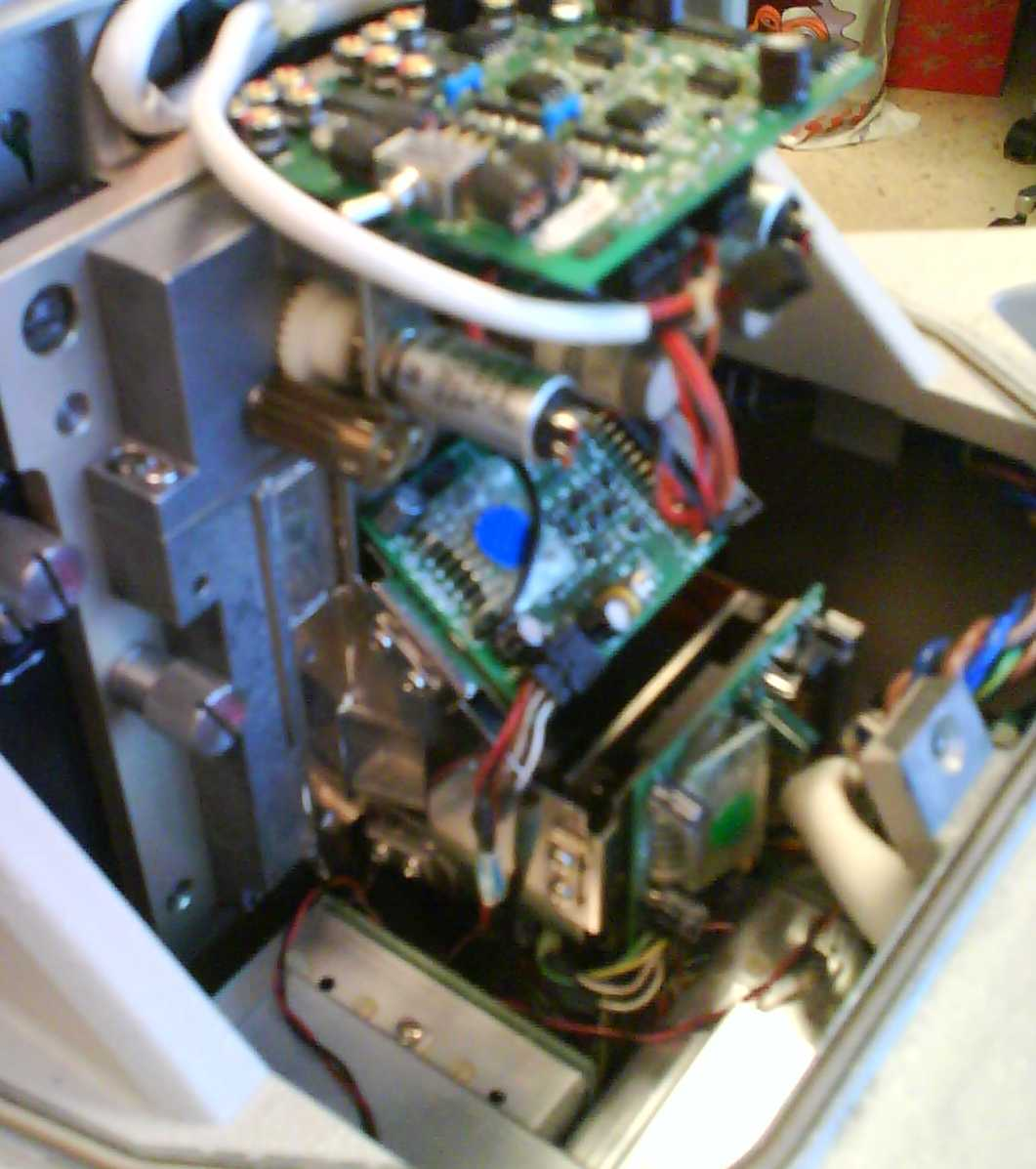
Bloc òptic d'una càmera de TV de CCDs.

En 1931 Vladimir Zworykin va desenvolupar el captador electrònic que tant s'esperava, e l'iconoscopi. Aquest tub electrònic permetre l'abandonament de tots els altres sistemes que es venien utilitzant i va perdurar, amb les seves modificacions, fins a la irrupció dels captadors de CCD 'sa finals del segle xx.
L'iconoscopi està basat en un mosaic electrònic compost per milers de petites cèl·lules fotoelèctriques independents que es creaven mitjançant la construcció d'un sandvitx de tres capes, una molt fina de Ca que es recobria en una de les cares d'una substància conductora (grafit en pols impalpable o plata) i en l'altra cara una substància fotosensible composta de milers de petits glòbuls de plata i òxid de cesi. Aquest mosaic, que era també conegut amb el nom de mosaic electrònic de Zworykin es posava dins d'un tub de buit i sobre aquest es projectava, mitjançant un sistema de lents, la imatge a captar. La lectura de la "imatge electrònica" generada al mosaic es realitzava amb un feix electrònic que proporcionava als petits condensadors fotoelèctrics els electrons necessaris per a la seva neutralització. Per a això es projecta un feix d'electrons sobre el mosaic, les intensitats generades en cada descàrrega, proporcionals a la càrrega de cada cèl·lula i aquesta a la intensitat de llum d'aquest punt de la imatge passen als circuits amplificadors i d'allà a la cadena de transmissió, després dels diferents processaments necessaris per a l'òptim rendiment del sistema de TV.
L'exploració del mosaic pel feix d'electrons es realitzava mitjançant un sistema de deflexió electromagnètic, igual que l'utilitzat en el tub del receptor.
Es van desenvolupar un altre tipus de tubs de càmera com el dissector d'imatge de Philo Taylor Farnsworth i després el Icotró i el superemitró, que era un híbrid d'iconoscopi i dissector, i al final va aparèixer l'orticó, desenvolupat per la casa RCA i que era molt menor, en grandària, que l'iconoscopi i molt més sensible. Aquest tub va ser el que es va desenvolupar i va perdurar fins a la seva desaparició.
Vladimir Zworykin realitzar els seus estudis i experiments de l'iconoscopi a la RCA, després de deixar Sant Petersburg i treballant amb Philo Taylor Farnsworth qui el va acusar de copiar els seus treballs sobre el dissector d'imatge.
Els transductors dissenyats van ser la base per a les càmeres de televisió. Aquests equips integraven, i integren, tot el necessari per captar una imatge i transformar-la en un senyal elèctric. El senyal, que conté la informació de la imatge més els polsos necessaris per al sincronisme dels receptors, s'anomena senyal de vídeo. Un cop s'hagi produït aquest senyal, aquest pot ser manipulat de diferents formes, fins a la seva emissió per l'antena, el sistema de difusió desitjat.

#### Senyal de vídeo
El senyal transduit de la imatge conté la informació d'aquesta, però com hem vist, és necessari, per a la seva recomposició, que hi hagi un perfecte sincronisme entre la deflexió d'exploració i la deflexió en la representació.
L'exploració d'una imatge es realitza mitjançant la seva descomposició, primer en fotogrames als que s'anomenen quadres i després en línies, llegint cada quadre. Per determinar el nombre de quadres necessaris perquè es pugui recompondre una imatge en moviment així com el nombre de línies per obtenir una òptima qualitat en la reproducció i l'òptima percepció del color (a la TV en color) es van realitzar nombrosos estudis empírics i científics de l'ull humà i la seva forma de percebre. Es va obtenir que el nombre de quadres devia ser almenys de 24 al segon (després es van emprar per altres raons 25 i 30) i que el nombre de línies devia ser superior a les 300.
El senyal de vídeo la componen la mateixa informació de la imatge corresponent a cada línia (en el sistema PAL 625 línies i en el NTSC 525 per cada quadre) agrupades en dos grups, les línies senars i les parells de cada quadre, a cada un d'aquests grups de línies se'ls anomena camp (en el sistema PAL s'usen 25 quadres per segon mentre que en el sistema NTSC 30). A aquesta informació cal afegir la de sincronisme, tant de quadre com de línia, és a dir, tant vertical com horitzontal. Com que el quadre dividit en dos camps tenim per cada quadre un sincronisme vertical que ens assenyala el començament i el tipus de camp, és a dir, quan comença el camp senar i quan comença el camp parell. Al començament de cada línia s'afegeix el pols de sincronisme de línia o horitzontal (modernament amb la TV en color també s'afegeix informació sobre la sincronia del color).
La codificació de la imatge es realitza entre 0 V per al negre i 0,7 V pel blanc. Per als sincronismes s'incorporen polsos de -0,3 V, el que dona una amplitud total de la forma d'ona de vídeo d'1 V. Els sincronismes verticals estan constituïts per una sèrie de polsos de -0,3 V que proporcionen informació sobre el tipus de camp i igualen els temps de cada un d'ells.
El so, anomenat àudio, és tractat per separat en tota la cadena de producció i després s'emet al costat del vídeo en una portadora situada al costat de l'encarregada de transportar la imatge.

## El desenvolupament de la TV

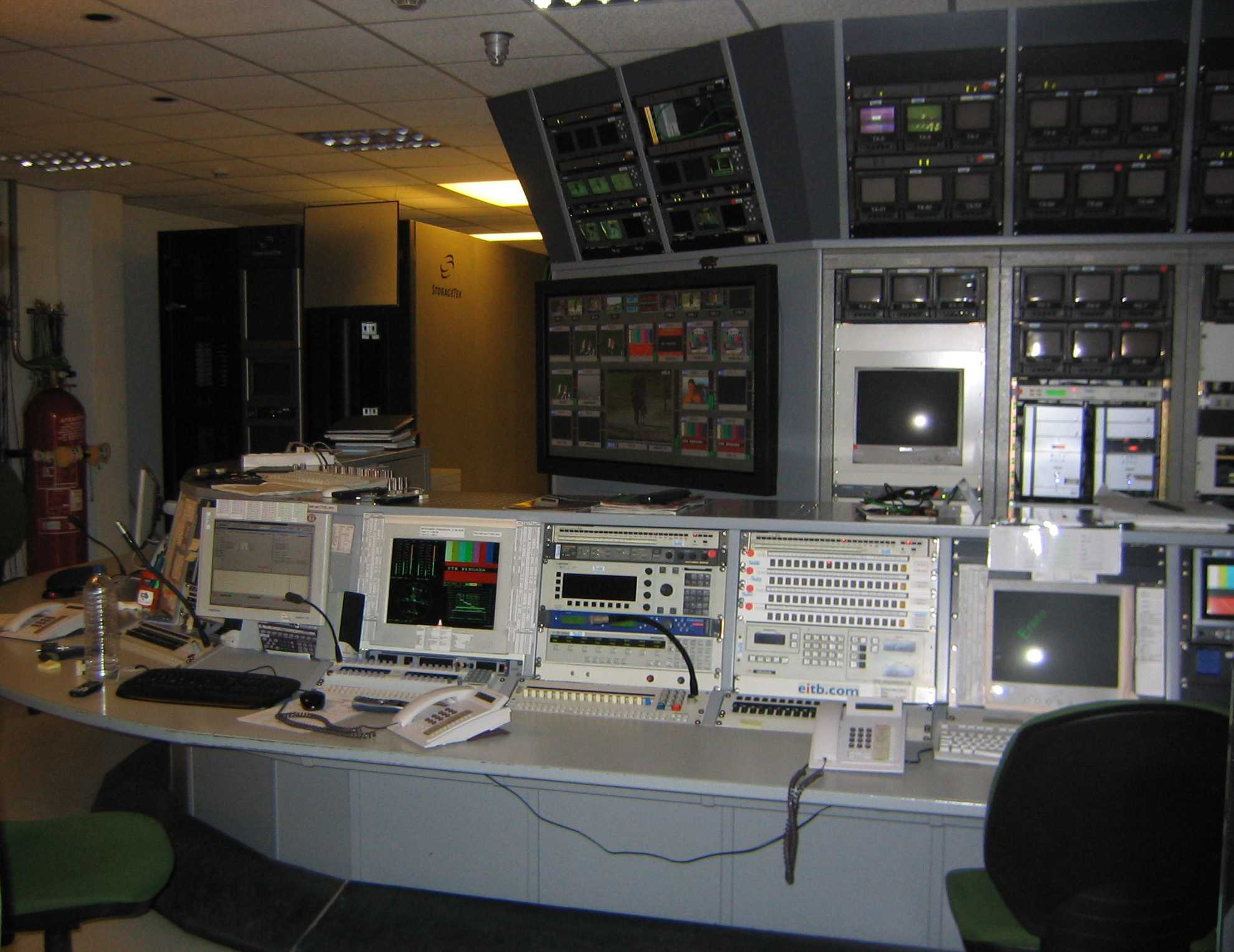
Control Central a un centre emissor de TV.

En 1945 s'estableixen les normes CCIR que regulen l'exploració, modulació i transmissió del senyal de TV. Hi havia multitud de sistemes que tenien resolucions molt diferents, des de 400 línies a fins a més de 1.000. Això produïa diferents amplades de banda en les transicions. A poc a poc es van anar concentrant en dos sistemes, el de 512 línies, adoptat per EUA i el de 625 línies, adoptat per Europa (Espanya va adoptar les 625 línies en 1956). També es va adoptar molt aviat el format de 4/3 per a la relació d'aspecte de la imatge.

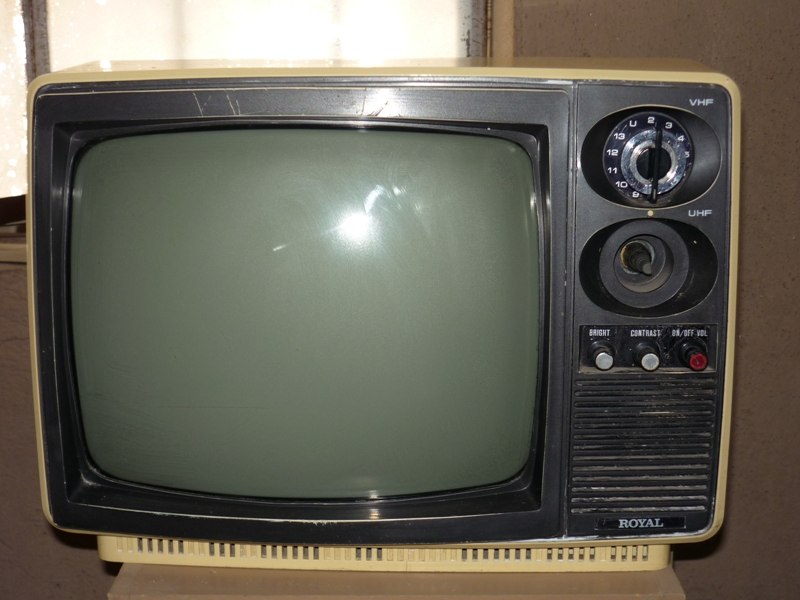
Vella televisió blanc i negre.

És a mitjan segle XX on la televisió es converteix en bandera tecnològica dels països i cada un d'ells va desenvolupant els seus sistemes de TV nacionals i privats. En 1953 es crea Eurovisió que associa a diversos països d'Europa connectant seus sistemes de TV mitjançant enllaços de microones. El 1960, es crea Mundovisión que comença a realitzar enllaços amb satèl·lits geoestacionaris cobrint tot el món.
La producció de televisió es va desenvolupar amb els avenços tècnics que van permetre la gravació dels senyals de vídeo i àudio. Això va permetre la realització de programes gravats que podrien ser emmagatzemats i emesos posteriorment. A finals de la dècada de 1950 es van desenvolupar els primers magnetoscopis i les càmeres amb òptiques intercanviables que giraven en una torreta davant del tub d'imatge. Aquests avenços, juntament amb els desenvolupaments de les màquines necessàries per a la mescla i generació electrònica d'altres fonts, van permetre un desenvolupament molt alt de la producció.
En la dècada de 1970 es van implementar les òptiques Zoom i es van començar a desenvolupar magnetoscopis més petits que permetien la gravació de les notícies en el camp. Van néixer els equips periodisme electrònic o ENG. Poc després es va començar a desenvolupar equips basats en la digitalització del senyal de vídeo i en la generació digital de senyals, van néixer d'aquests desenvolupaments dels efectes digitals i les paletes gràfiques. A la vegada que el control de les màquines permetia el muntatge de sales de postproducció que, combinant diversos elements, podien realitzar programes complexos.
El desenvolupament de la televisió no es va aturar amb la transmissió de la imatge i el so. Aviat es va veure l'avantatge d'utilitzar el canal per donar altres serveis. En aquesta filosofia es va implementar, a finals de la dècada de 1980 el teletext que transmet notícies i informació en format de text utilitzant els espais lliures d'informació del senyal de vídeo. També es van implementar sistemes de so millorat, naixent la televisió en estèreo o dual i dotant al so d'una qualitat excepcional, el sistema que va aconseguir imposar-se al mercat va ser el NICAM.

### La televisió en color

NTSC
PAL, o canviant a PAL
SECAM
Sense informacióDistribució dels sistemes de TV en el món.

Ja en 1928 es van desenvolupar experiments de la transmissió d'imatges en color. Baird, basant-se en la teoria tricromàtica de Young, va dur a terme experiments amb discs de Nipkow als que cobria els forats amb filtres vermells, verds i blaus aconseguint emetre les primeres imatges en color el 3 de juliol de 1928. El 17 d'agost de 1940, el mexicà Guillermo González Camarena patenta, a Mèxic i EUA, un Sistema tricromàtica Seqüencial de Campos. El 1948, Goldmark, basant-se en la idea de Baird i Camarena, va desenvolupar un sistema similar anomenat sistema seqüencial de camps el qual estava format per una sèrie de filtres de colors vermell, verd i blau que giren anteposant al captador i, de la mateixa manera, en el receptor, s'anteposen a la imatge formada a la pantalla del tub de raigs catòdics. L'èxit va ser tal que la Columbia Broadcasting System el va adquirir per a les seves transmissions de TV.
El següent pas va ser la transmissió simultània de les imatges de cada color amb l'anomenat trinoscopi. El trinoscopi ocupava tres vegades més espectre radioelèctric que les emissions monocromàtiques i, a sobre, era incompatible amb elles a la vegada que molt costós.
L'elevat nombre de televisors en blanc i negre va exigir que el sistema de color que es desenvolupés fos compatible amb les emissions monocromes. Aquesta compatibilitat havia de realitzar-se en ambdós sentits, d'emissions en color a recepcions en blanc i negre i d'emissions en monocrom a recepcions en color.

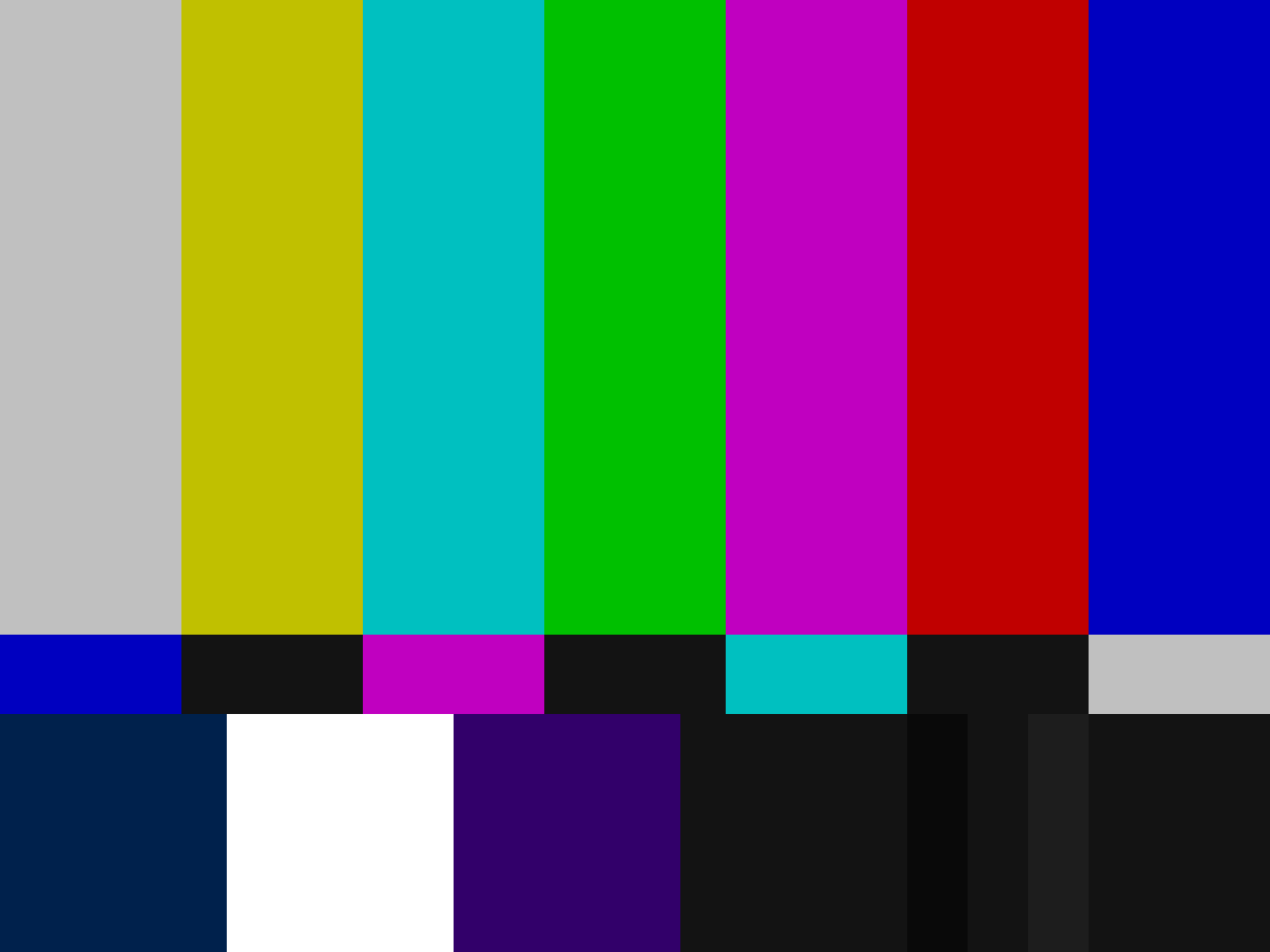
Barres de color utilitzats en un patró de prova, utilitzen de vegades quan no hi ha material de programa disponible.

A la recerca de la compatibilitat neix el concepte de luminància i de crominància. La luminància porta la informació del brillantor, la llum, de la imatge, el que correspon al blanc i negre, mentre que la crominància porta la informació del color. Aquests conceptes van ser exposats per Valensi el 1937.
En 1950 la Radio Corporation of America (RCA) desenvolupa un tub d'imatge que portava tres canons electrònics, els tres feixos eren capaços d'impactar en petits punts de fòsfor de colors, anomenats luminòfors, mitjançant la utilització d'una màscara, la Shadow Mask o Trimask. Això permetia prescindir dels tubs trinoscòpics tan voluminosos i molestos. Els electrons dels feixos en impactar amb els luminòfors emeten una llum del color primari corresponent que mitjançant la mescla additiva genera el color original.
Mentre en el receptor es implementaven els tres canons corresponents als tres colors primaris en un sol element. En l'emissor (la càmera) es mantenien els tubs separats, un per cada color primari. Per a la separació es fa passar la llum que conforma la imatge per un prisma dicroic que filtra cada color primari a la seva corresponent captador.

#### Sistemes actuals de TVC

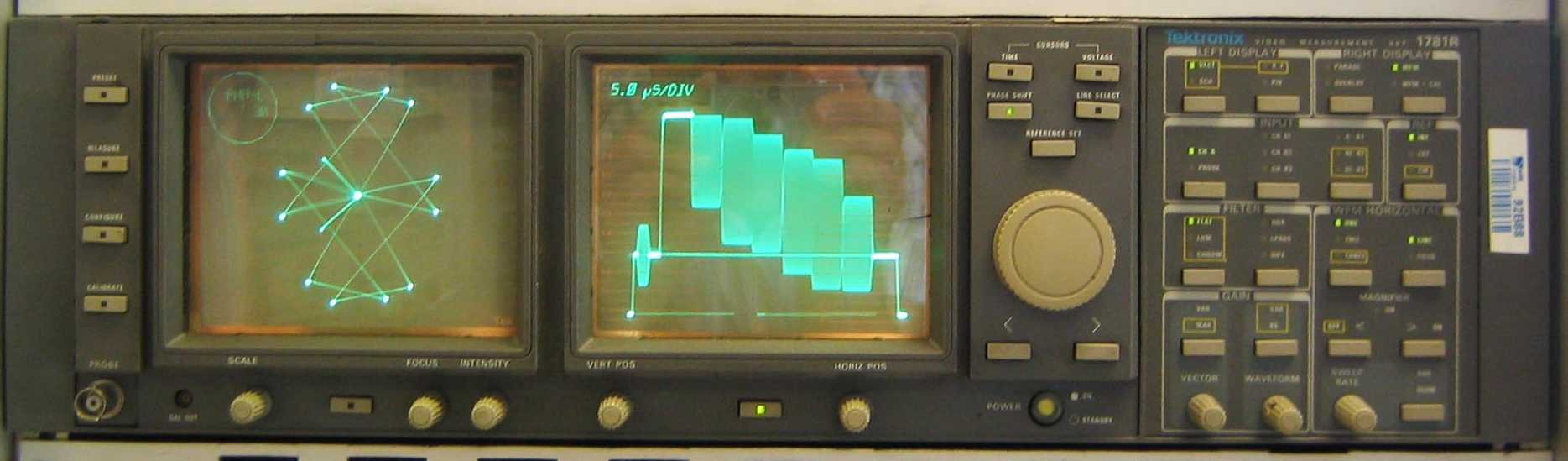
Barres de color EBU vistes en un MFO i un vectoscopi.

El primer sistema de televisió en color ideat que respectava la doble compatibilitat amb la televisió monocroma es va desenvolupar en 1951 per un grup d'enginyers dirigits per Hirsh en els laboratoris de la Hazeltime Corporation als EUA Aquest sistema va ser adoptat per la Federal Communication Commission dels Estats Units (FCC) i era el NTSC que són les sigles de National Television System Commission. El sistema va tenir èxit i es va estendre per tota Amèrica del Nord i Japó.
Els senyals bàsics que utilitza són la luminància (I), que dona la brillantor i és el que es mostra en els receptors monocroms, i les components de color, els dos senyals diferència de color, la RY i BY (el vermell menys la luminància i el blau menys la luminància). Aquesta doble selecció permet donar un tractament diferenciat al color i al brillantor. L'ull humà és molt més sensible a les variacions i definició de la brillantor que a les del color, això fa que les amplades de banda dels dos senyals siguin diferents, la qual cosa facilita la seva transmissió, ja que els dos senyals s'han d'implementar a la mateixa banda l'ample és ajustat.
El sistema NTSC modula en amplitud a dues portadores de la mateixa freqüència desfasades 90° que després se sumen, modulació QAM o quadratura. En cadascuna de les portadores es modula una de les diferències de color, l'amplitud del senyal resultant indica la saturació cromàtica i la fase el tint o to d'aquest. Aquest senyal es diu de crominància. Els eixos de modulació estan situats de manera que es cuida la circumstància que l'ull és més sensible al color carn, és a dir que l'eix I s'orienta cap al taronja i el Q cap als magentes. Com que la modulació amb portadora suprimida cal enviar una salva de la mateixa perquè els generadors del receptor puguin sincronitzar amb ella. Aquesta salva o burst sol anar al pòrtic anterior del pols de sincronisme de línia. El senyal de crominància se suma a la de luminància component del senyal total de la imatge.
Les modificacions en la fase del senyal de vídeo quan aquest és transmès té errors de tint, és a dir de color (canvia el color de la imatge).
El NTSC va ser la base de la qual van partir altres investigadors, principalment europeus. A Alemanya es va desenvolupar, per un equip dirigit per Walter Bruch un sistema que esmenava els errors de fase, aquest sistema és el PAL, Phase Altenating Line.
Per això la fase de la subportadora s'alterna per línia. La subportadora que modula la component RY, que en PAL es diu V, té una fase de 90° en una línia i de 270° en la següent. Això fa que els errors de fase que es produeixin en la transmissió (i que afecten igual i en el mateix sentit a totes dues línies) es compensin a la representació de la imatge en veure's una línia al costat de l'altra, Si la integració de la imatge per a la correcció del color la realitza el mateix ull humà tenim l'anomenat PAL S (PAL Simple) i si es realitza mitjançant un circuit electrònic el PAL D (PAL Delay, retardat). El PAL va ser proposat com a sistema de color paneuropeu a la Conferència d'Oslo de 1966. Però no es va arribar a un acord i com a resultat els països d'Europa Occidental, amb l'excepció de França, van adoptar el PAL mentre que els de l'Europa Oriental i França el SECAM.
A França es va desenvolupar per l'investigador Henri de France un sistema diferent, el SECAM, «SÉquentiel Couleur À Mémoire» que basa la seva actuació en la transmissió seqüencial de cada component de color modulades en FM de tal manera que en una línia s'envia una component i en la següent l'altra component. Després el receptor les combina per deduir el color de la imatge.
Tots els sistemes tenien avantatges i inconvenients. Mentre que el NTSC i el PAL dificultaven l'edició del senyal de vídeo per la seva seqüència de color en quatre i vuit camps, respectivament, el sistema SECAM feia impossible el treball de barreja de senyals de vídeo.

### Arribada de la televisió a Amèrica Llatina
A Mèxic, s'havien realitzat experiments a la televisió a partir de 1934, però la posada en funcionament de la primera estació de TV, Canal 5, a la Ciutat de Mèxic, va tenir lloc el 1946. En iniciar la dècada de 1950 es va implantar la televisió comercial i es van iniciar els programes regulars i el 1955 es va crear Telesistema mexicà, per la fusió dels tres canals existents.
La primera transmissió a l'Argentina es va realitzar a 1951, donant origen al llavors privat canal 7, en aquells dies LR3-TV, propietat del pioner en ràdio i televisió, Jaume Yankelevich. La televisió argentina sempre s'ha diferenciat de la resta de les produccions d'Hispanoamèrica pel sistema de televisió emprat en aquest país (PAL-N). Causa d'això, tot programa produït en Argentina que portaré a un altre país hispanoamericà (excepte Paraguai i Uruguai) ha de convertir-se al sistema NTSC (M o N).
Un altre dels primers països a Amèrica Llatina després de Mèxic i Argentina, en obrir camp a la televisió va ser Nicaragua a 1956, quan es funda Canal 8, propietat de la Família Somoza. A l'inici la programació era importada de Mèxic i Espanya. Durant la dècada dels 60, es desenvolupa la programació nacional i la creació de nous canals com Canal 2 i Canal 12, propietat dels Sacasa, parents dels Somozas. Panamà inici seus transmissió de Televisió Comercial, el 4 de març de 1960, a càrrec de Canal 4 RPC, propietat de la família Eleta. Abans d'això, el 1956, la TV havia arribat a la Zona del Canal de Panamà, Canal 8, SCN l'Exèrcit Sud dels Estats Units USSOUTHCOM. Nicaragua va estar també al costat de Xile a la llista dels primers països a Amèrica Llatina a transmetre imatges en color abans que finalitzés la dècada dels 70.
Televisa, l'empresa privada de televisió més important de parla hispana, es va fundar el 1973 i s'ha convertit en un dels centres emissors i de negocis, en el camp de la comunicació, més gran del món, ja que, a més de canals i programes de televisió que va desenvolupar àmplies activitats en ràdio, premsa i edicions o espectacles esportius.
La televisió ha assolit una gran expansió en tot l'àmbit llatinoamericà. En l'actualitat existeixen més de 300 canals de televisió i una audiència, segons el nombre d'aparells per llars (més de 60 milions), de més de dos-cents milions de persones.
A partir de 1984, la utilització per Televisa del satèl·lit Panamsat per a les seves transmissions d'abast mundial, permet que el senyal en espanyol cobreixi la totalitat dels cinc continents. Hispasat, el satèl·lit espanyol de la dècada de 1990, cobreix també tot Europa i Amèrica.

### L'alta definició "HD"
La televisió d'alta definició (també coneguda com a HDTV, acrònim en anglès de High Definition Television) és un dels formats caracteritzats per emetre senyals en qualitat digital, molt superior als sistemes actuals (PAL, NTSC, SECAM).

Etiqueta oficial europea [http://esmeraldawilliams.tumblr.com/ (EICTA)

Històricament el terme va ser aplicat als estàndards de televisió desenvolupats en la dècada del 1930 per a reemplaçar models de prova.
És un projecte que té més de 20 anys d'existència, el qual es va iniciar quan la tecnologia era encara analògica. Pretenia:
- Elevar el nombre de línies per quadre. De les 625 del sistema PAL, passava a 1250. El sistema americà NTSC, des de 525 a 1050.
- Relació d'aspecte, de 4:3 passava a 16:9, un format més allargat, semblant als formats panoràmics del cinema Cinemascope, Panavisión, etc.
- Elevar la freqüència de quadre, des de 25 imatges per segon a 50.
- També més qualitat d'àudio, comparable a l'obtinguda en la reproducció de CD.

Van arribar a sortir dos formats d'alta definició analògica: D2 Mac i HD Mac, però el greu problema que tenien aquests formats era que l'amplada de banda que necessitaven per emetre el senyal de televisió era molt més gran que la que permetien els canals de la televisió analògica convencional. A Europa es va intentar que fos compatible amb el PAL. Al Japó, en canvi, varen ignorar la compatibilitat i van intentar apropar el PAL i el NTSC. Al Japó es va desenvolupar més, però en els dos llocs va acabar sent un fracàs absolut.
El sistema de televisió de definició estàndard, conegut per la sigles "SD", té, en PAL, una definició de 720x576 píxel és (720 punts horitzontals per línia i 576 punts verticals que corresponen a les línies actives del PAL) això fa que una imatge en PAL tingui un total de 414.720 píxels. En NSTC es mantenen els punts per línia però el nombre de línies actives és només de 525 el que dona un total de píxels de 388.800 sent els píxels lleugerament amples a PAL i lleugerament alts en NSTC.
S'han desenvolupat 28 sistemes diferents de televisió d'alta definició. Hi ha diferències quant a relació de quadres, nombre de línies i píxels i forma d'escombrat. Tots ells es poden agrupar en quatre grans grups dels quals dos ja han quedat obsolets (els referents a les normes de la SMPTE 295M, 240m i 260m) mantenint-dos que difereixen, fonamentalment, en el nombre de línies actives, un 1080 línies actives (SMPT 274M) i l'altre de 720 línies actives (SMPT 269M).
En el primer dels grups, amb 1.080 línies actives, es donen diferències de freqüència de quadre i de mostres per línia (encara que el nombre de mostres per temps actiu de línia es manté en 1.920) també la forma d'escombrat canvia, hi ha escombrat progressiu o entrellaçat. De la mateixa manera passa en el segon grup, on les línies actives són 720 tenint 1.280 mostres per temps de línia actiu. En aquest cas la forma d'escombrat és sempre progressiva.
En el sistema de HD de 1.080 línies i 1.920 mostres per línia tenim 2.073.600 píxels en la imatge i en el sistema de HD de 720 línies i 1.280 mostres per línies tenim 921.600 píxels a la pantalla. En relació amb els sistemes convencionals tenim que la resolució del sistema de 1.080 línies és 5 vegades més gran que el del PAL i cinc vegades i mitja que el del NTSC. Amb el sistema de HD de 720 línies és un 50% més gran que en PAL i un 66% més gran que en NTSC.
L'alta resolució requereix també una redefinició de l'espai de color canviant el triangle de gamut.

#### La relació d'aspecte
A la dècada de 1990 es van començar a desenvolupar els sistemes de televisió d'alta definició. Tots aquests sistemes, en principi analògics, augmentaven el nombre de línies de la imatge i canviaven la relació d'aspecte passant del format utilitzat fins aleshores, relació d'aspecte 4/3, a un format més apaïsat de 16/9. Aquest nou format, més agradable a la vista es va establir com a estàndard fins i tot en emissions de definició estàndard.
La relació d'aspecte s'expressa per l'amplada de la pantalla amb relació a l'altura. El format estàndard fins a aquest moment tenia una relació d'aspecte de 4/3. L'adoptat és de 16/9. La compatibilitat entre les dues relacions d'aspecte es pot realitzar de diferents formes.
Una imatge de 4/3 que es vagi a veure en una pantalla de 16/9 pot presentar-se de tres formes diferents:
- Amb barres negres verticals a cada costat ( pillarbox ). Mantenint la relació de 4/3, però perdent part de la zona activa de la pantalla.
- Engrandint la imatge fins que ocupi tota la pantalla horitzontalment. Es perd part de la imatge per la part superior i inferior d'aquesta.
- Deformant la imatge per adaptar-la format de la pantalla. S'usa tota la pantalla i es veu tota la imatge, però amb la geometria alterada (els cercles es veuen el·lipses amb el diàmetre major orientat de dreta a esquerra).

Una imatge de 16/9 que es vagi a veure en una pantalla de 4/3, de forma similar, té tres formes de veure's:
- Amb barres horitzontals amunt i avall de la imatge ( letterbox ). Es veu tota la imatge però es perd mida de pantalla (hi ha diversos formats de letterbox depenent de la part visible de la imatge que es vegi (com més gran es faci més es retalla), s'usen el 13/9 i el 14/9).
- Engrandint la imatge fins a ocupar tota la pantalla verticalment, perdent-se les parts laterals de la imatge.
- Deformant la imatge per adaptar-la a la relació d'aspecte de la pantalla. Es veu tota la imatge en tota la pantalla, però amb la geometria alterada (els cercles es veuen elipses amb el diàmetre major orientat de dalt a baix).[8]

#### PALplus
A Europa Occidental, i on el sistema de televisió de la majoria dels països és el PAL, es va desenvolupar, amb suport de la Unió Europea, un format a cavall entre l'alta definició i la definició estàndard. El PALplus va ser una extensió del PAL per transmetre imatges de 16/9 sense haver de perdre resolució vertical. En un televisor normal es rep una imatge apaïsada amb franges negres amunt i avall de la mateixa (letterbox) de 430 línies actives. El PALplus manava informació addicional per omplir les franges negres arribant a 576 línies de resolució vertical. Mitjançant senyals auxiliars que anaven en les línies de l'interval de sincronisme vertical es comandava al receptor PALplus indicant-li si la captació havia estat realitzada en escombrat progressiu o entrellaçat. El sistema es va ampliar amb l'anomenat "Colorplus" que millorava la descodificació del color.

### La digitalització

Televisió Digital Terrestre en el món.

A finals de la dècada de 1980 es van començar a desenvolupar sistemes de digitalització. La digitalització en la televisió té dues parts ben diferenciades. D'una banda hi ha la digitalització de la producció i de l'altra la de la transmissió.
Quant a la producció es van desenvolupar diversos sistemes de digitalització. Els primers d'ells estaven basats en la digitalització del senyal compost de vídeo que no van tenir èxit. El plantejament de digitalitzar les components del senyal de vídeo, és a dir la luminància i les diferències de color, va ser el que va resultar més idoni. En un principi es van desenvolupar els sistemes de senyals en paral·lel, amb gruixuts cables que necessitaven un fil per a cada bit, aviat es va substituir aquest cable per la transmissió multiplexada en temps de les paraules corresponents a cada una de les components del senyal, a més aquest sistema va permetre incloure l'àudio, embegut en la informació transmesa, i una altra sèrie d'utilitats.
Per al manteniment de la qualitat necessària per a la producció de TV es va desenvolupar la norma de Qualitat Estudi CCIR-601. Mentre que es va permetre el desenvolupament d'altres normes menys exigents per al camp de les produccions lleugeres (EFP) i el periodisme electrònic (ENG).
La diferència entre ambdós camps, el de la producció en qualitat d'estudi i la de en qualitat de ENG rau en la magnitud el flux binari generat en la digitalització dels senyals.
La reducció del flux binari del senyal de vídeo digital va donar lloc a una sèrie d'algorismes, basats tots ells en la transformada discreta del cosinus tant en el domini espacial com en el temporal, que van permetre reduir aquest flux possibilitant la construcció d'equips més accessibles. Això va permetre l'accés als mateixos a petites empreses de producció i emissió de TV donant lloc a l'auge de les televisions locals.
Pel que fa a la transmissió, la digitalització de la mateixa va ser possible gràcies a les tècniques de compressió que van aconseguir reduir el flux a menys de 5 Mbit/s, cal recordar que el flux original d'un senyal de qualitat d'estudi té 270 Mbit/s. Aquesta compressió és l'anomenada MPEG-2 que produeix fluxos d'entre 4 i 6 Mbit/s sense pèrdues apreciables de qualitat subjectiva.
Les transmissions de TV digital tenen tres grans àrees depenent de la forma de la mateixa tot i que són similars pel que fa a tecnologia. La transmissió es realitza per satèl·lit, cable i via radiofreqüència terrestre, aquesta és la coneguda com TDT.
L'avanç de la informàtica, tant a nivell del maquinari com del programari, van portar a sistemes de producció basats en el tractament informàtic del senyal de televisió. Els sistemes d'emmagatzematge, com els magnetoscopis, van passar a ser substituïts per servidors informàtics de vídeo i els fitxers van passar a guardar les seves informacions en discs durs i cintes de dades. Els fitxers de vídeo inclouen els metadades que són informació referent al seu contingut. L'accés a la informació es realitza des dels propis ordinadors on corren programes d'edició de vídeo de manera que la informació resident al fitxer és accessible en temps real per l'usuari. En realitat els fitxers s'estructuren en tres nivells, len línia, per a aquella informació d'ús molt freqüent que resideix en servidors de discs durs, lnear line, informació d'ús freqüent que resideix en cintes de dades i aquestes estan en grans llibreries automatitzades, i el fitxer profund on es troba la informació que està fora de línia i requereix la seva incorporació manual al sistema. Tot això està controlat per una base de dades on figuren els seients de la informació resident en el sistema.
La incorporació d'informació al sistema es realitza mitjançant la denominada funció d'ingesta. Les fonts poden ser generades ja en formats informàtics o són convertides mitjançant conversors de vídeo a fitxers informàtics. Les captacions realitzades en el camp per equips de ENG o EFP es graven en formats compatibles amb el de l'emmagatzematge utilitzant suports diferents a la cinta magnètica, les tecnologies existents són DVD de raig blau (de Sony), gravació en memòries ram (de Panasonic) i enregistrament en disc dur (de Ikegami).
L'existència dels servidors de vídeo possibilita l'automatització de les emissions i dels programes d'informatius mitjançant la realització de llistes d'emissió, els anomenats play out.

## Fites tècniques en el desenvolupament de la televisió[10]

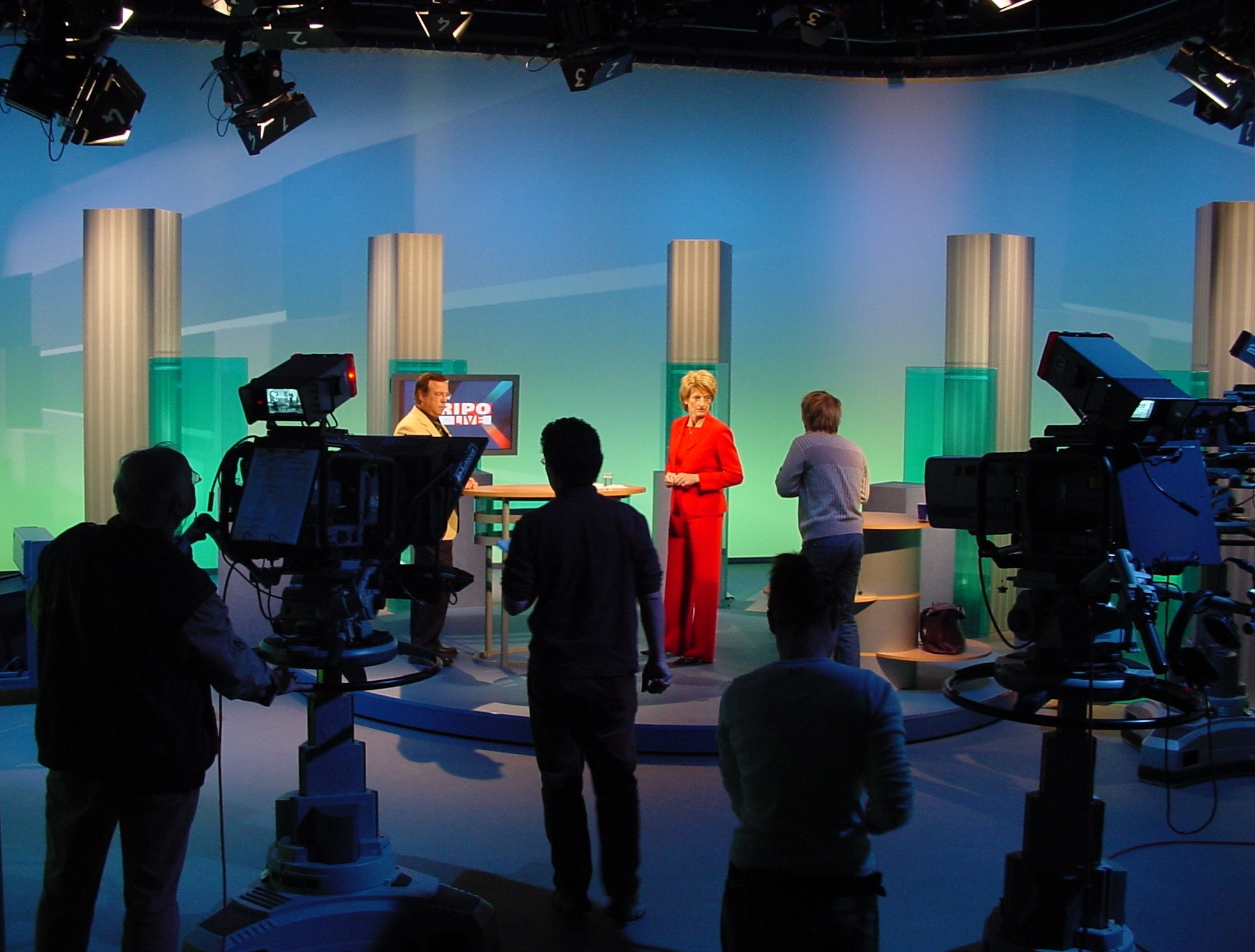
Estudi de TV.

- 1884 - L'estudiant alemany Paul Nipkow dissenya i patenta el que és considerat com a primer aparell de televisió de la història: el disc de Nipkow.
- 1897 - Karl Ferdinand Braun construeix el primer tub catòdic.
- 1900 - Perskyi encunya la paraula "televisió" a l'Exposició Universal de París.
- 1907 - El disseny de Nipkow es pot dur a terme.
- 1911 - Rosing i Zworykin creen un sistema de televisió, amb imatges molt crues i sense moviment.
- 1923 - Vladimir Zworykin desenvolupa el iconoscopi, el primer tub de cambra pràctic.
- 1926 - El japonès Kenjito Takayanagi realitza la primera transmissió de televisió utilitzant un tub de raigs catòdics.
- 1927 - Philo Farnsworth realitza a San Francisco la primera demostració pública del seu dissector d'imatge, un sistema similar l'iconoscopi.
- 1927 - John Logie Baird transmet un senyal 438 milles a través d'una línia de telèfon entre Londres i Glasgow.
- 1928 - Baird Television Development Company aconsegueix el primer senyal de televisió transatlàntica entre Londres i Nova York.
- 1929 - BBC transmet imatges de 30 línies formades mecànicament.
- 1932 - venuts a Anglaterra 10.000 receptors de televisió amb disc Nipkow de 30 línies.
- 1937 - Marconi-EMI comercialitzen un sistema de 405 línies totalment elèctric.
- 1941 - Guillermo González Camarena - Enginyer mexicà que obté el 14 d'agost, als EUA, la patent 2.296.019 per invenció d'un "adaptador cromoscópico" per a la televisió (una primera versió va ser creada per John Logie Baird al 29, però no fou operativa, i sent perfeccionat per ell abans de morir el 1946), sense cap dubte, entre els molts projectes de la televisió en color, un dels pares d'aquesta va ser Camarena.[11][12]

- 1956 - La casa nord-americana Ampex dissenya el primer magnetoscopi, el cuadruplex.
- 1985 - Sony desenvolupa el sistema de gravació betacam. Ampex desenvolupa el ADO Ampex Digital Òptica el primer efectes digitals.
- 1980 - 1982 - Desenvolupament de convertidors de normes i de croma-keys digitals.
- 1983 - S'aprova la norma CCIR-601, 4:2:2 per qualitat estudi i 4:1:1 i 4:2:0 per ENG.
- 1985 - Primer magnetoscopi digital en format D1 realitzat per Ampex i Sony. Es desenvolupen els efectes digitals (DVE).
- 1987 - Surt la norma de la interfície paral·lel per a la connexió d'equips digitals.
- 1987 - 1992 - Es creen els formats D2 i D3 que digitalitzen el senyal compost de vídeo. Van ser formats de trànsit.
- 1993 - S'aprova la norma per a la connexió en sèrie d'equips, l'anomenat SDI Serial Digital Interface. Surt el sistema D5 de Panasonic i el Betacam digital de Sony.
- 1995 - S'aproven les normatives per a les emissions digitals, per satèl·lit la DVB-S, per cable la DVB-C basades en la compressió MPEG-2.
- 1997 - Neixen les plataformes digitals per satèl·lit. S'aprova la norma DVB-T per la televisió digital terrestre. Als EUA s'aprova la ATSC (Advanced Television System Committee) per a la transmissió de televisió digital terrestre.